# Oława
Oława é um município da Polônia, na voivodia da Baixa Silésia e no condado de Oława. Estende-se por uma área de 27,36 km², com 32 927 habitantes, segundo os censos de 2019, com uma densidade 1203 hab/km².